# Boston (New York)
Boston è un comune (town) degli Stati Uniti d'America della contea di Erie nello Stato di New York. La popolazione era di 8 023 abitanti al censimento del 2010. Il comune deve il suo nome all'omonima capitale del Massachusetts.
Boston è una città dell'entroterra della contea e una delle "Southtowns" della contea. Boston è a sud di Buffalo.

## Geografia fisica
Secondo lo United States Census Bureau, ha un'area totale di 35,8 mi² (92,72 km²).

## Storia
Gli irochesi, sotto vari nomi, vissero qui fino a quando gli immigrati europei divennero predominanti.
Nel 1804, i fratelli Charles e Oliver Johnson e le loro famiglie divennero i primi coloni dell'area. La prima chiesa cristiana fu la Free Will Baptist Church, fondata circa nel 1811. Il 5 aprile 1817, il comune di Boston fu creato da una parte del comune di Eden. Il primo ufficio postale fu aperto nel 1832 sul lato nord della città.
Nel 1843, la città subì un'epidemia (28 dei 43 abitanti furono colpiti, 10 dei quali morirono) a causa della febbre di tifo, probabilmente per colpa di un pozzo locale.
Questa città ha una grande storia che si può trovare sulle lapidi del cimitero di fronte al Boston Town Hall. Sono presenti molte vecchie lapidi che mostrano alcuni dei primi coloni della città e l'infame omicidio "Love".

## Società

### Evoluzione demografica
Secondo il censimento del 2010, la popolazione era di 8 023 abitanti.

### Etnie e minoranze straniere
Secondo il censimento del 2010, la composizione etnica della città era formata dal 98,4% di bianchi, lo 0,1% di afroamericani, lo 0,2% di nativi americani, lo 0,2% di asiatici, lo 0,0% di oceanici, lo 0,3% di altre razze, e lo 0,6% di due o più etnie. Ispanici o latinos di qualunque razza erano l'1,0% della popolazione.